# Scytalopus parvirostris
Scytalopus parvirostris là một loài chim trong họ Rhinocryptidae.